# Eddie Alvarez
Edward 'Eddie' Alvarez (Philadelphia, 11 januari 1984) is een Amerikaans MMA-vechter. Hij was van 7 juli 2016 tot 12 november 2016 wereldkampioen lichtgewicht (tot 70 kilo) bij de UFC. Alvarez was van 19 juni 2009 tot 19 november 2011 én van 2 november 2013 tot 19 augustus 2014 ook kampioen lichtgewicht van Bellator MMA. Hij was de eerste die titels won bij allebei deze organisaties.

## Carrière
Alvarez begon in zijn jeugd met boksen en worstelen. Hij debuteerde in 2003 in MMA door in zijn eerste partij Anthony Ladonna binnen vier minuten knock-out (KO) te slaan. Hij won zijn eerste tien gevechten allemaal middels knock-out, technisch knock-out (TKO) of submissie (houdgreep of verwurging), waarvan acht in de eerste ronde. Nick Thompson bracht hem in juli 2007 zijn eerste nederlaag toe (TKO).

### Bellator
Alvarez had een staat van dienst van vijftien overwinningen en twee nederlagen toen hij op 3 april 2009 vocht op het eerste evenement van de toen net opgerichte organisatie Bellator MMA. Hij won die dag binnen drie minuten van Greg Loughran door middel van een verwurging (guillotine choke). Nadat hij ook Eric Reynolds versloeg (verwurging) mocht hij het op 19 juni 2009 opnemen tegen Toby Imada voor de eerste Bellator-titel lichtgewicht. Alvarez won opnieuw middels verwurging (rear-naked choke). Hij verdedigde zijn titel één keer, tegen Pat Curran. Hij moest die dag voor het eerst in zijn MMA-carrière vijf ronden van vijfminuten volmaken, maar na afloop wees de jury hem unaniem als winnaar aan. Michael Chandler onttroonde hem op 19 november 2011 als kampioen door hém te verwurgen (rear-naked choke).
Alvarez herpakte zich na het verlies van zijn titel door zijn eerstvolgende gevecht op basis van TKO te winnen van Shinya Aoki, de man die hem in 2008 als tweede ooit versloeg. Door daarna Patricky Freire KO te slaan, verdiende hij een herkansing tegen Chandler. Die vond plaats op 19 november 2011. Alvarez won die dag de titel terug op basis van een verdeelde jurybeslissing. Het bleek ook zijn laatste gevecht onder de vlag van Bellator. Hij zou het in eerste instantie voor een derde keer opnemen tegen Chandler in mei 2014, maar zegde een week voor die partij geblesseerd af. Een volgende keer kwam er niet. Alvarez wilde naar de UFC. Na onderling overleg ontbond Bellator per 19 augustus 2014 zijn contract en stond Alvarez zijn titel bij de organisatie vrijwillig af.

### UFC
Alvarez debuteerde in september 2014 onder de vlag van de UFC met een nederlaag tegen Donald Cerrone (unanieme jurybeslissing). Hierop volgden overwinningen op voormalig WEC- en Strikeforce-kampioen Gilbert Melendez en voormalig UFC-kampioen Anthony Pettis (beide middels een verdeelde jurybeslissing). Op basis hiervan mocht hij op 7 juli 2016 vechten tegen de op dat moment regerend UFC-kampioen lichtgewicht Rafael dos Anjos. Alvarez liet een zodanige hoeveelheid niet afdoende verdedigde stoten los op de Braziliaan dat scheidsrechter Herb Dean het gevecht binnen vier minuten stopte en Alvarez aanwees als nieuwe kampioen.
Alvarez verdedigde zijn UFC-titel voor het eerst op 12 november 2016 en verloor hem die dag aan Conor McGregor, op dat moment al UFC-kampioen in het vedergewicht (tot 66 kilo). De Ier sloeg hem in de eerste ronde van hun gevecht drie keer naar de grond. Toen hij dat na drie minuten in de tweede ronde nog een keer deed en op hem dook, beëindigde arbiter John McCarthy de partij en was Alvarez zijn titel kwijt.
Na zijn nederlaag tegen McGregor kwam Alvarez in mei 2017 voor het eerst weer in actie, tegen Dustin Poirier. Hun gevecht werd in de tweede ronde gestaakt. Alvarez gaf zijn tegenstander een aantal kniestoten terwijl die beide handen aan de grond had. Hierop legde de arbitrage de wedstrijd stil. De scheidsrechter oordeelde dat Alvarez deze overtredingen niet met opzet beging, waardoor een reglementaire nederlaag hem bespaard bleef. Alvarez bracht op 2 december 2017 Justin Gaethje diens eerste nederlaag in zijn carrière toe. Nadat de twee elkaar bijna drie volle ronden over en weer bestookten met trappen en stoten, maakte Alvarez door middel van een knie naar het hoofd van zijn tegenstander een eind aan het gevecht (TKO). Alvarez nam het in juli 2018 opnieuw op tegen Poirier. Hij verloor deze keer op basis van een TKO in de tweede ronde. Alvarez verliet vervolgens de UFC om te gaan vechten voor de organisatie ONE Championship.

### ONE Championship
Alvarez debuteerde in maart 2019 bij ONE met een nederlaag tegen Timofey Nastyukhin. Hij ging na ruim vier minuten in de eerste ronde van hun gevecht TKO. Deze partij gold als een kwartfinale in een toernooi om de titel in het lichtgewicht. Hij won in augustus 2019 wel zijn tweede partij bij ONE. Die dag nam hij Eduard Folayang na ruim twee minuten in de eerste ronde van hun gevecht in een beslissende verwurging (rear-naked choke).